# Тарквиније Охоли
Луције Тарквиније Охоли (лат. Lucius Tarquinius Superbus; 6. век п. н. е. — 495. п. н. е.) био је, према традицији, седми, уједно и последњи краљ Рима.  
Владао је од 534. п. н. е. до 509. п.н.е. Сматра се да је био унук или син Тарквинија Старијег. Због своје ароганције и окрутности, прозван је Охоли. Традиција га приказује као тиранина који се сурово обрачунавао са својим поданицима и тиме изазвао опште незадовољство, што вероватно има везе са његовим називом. Убивши претходног краља заједно са својом женом, која је била Тулијева ћерка, Тарквиније је дошао на власт. Краљ је гледао да што више умањи улогу Сената у држави; није се консултовао са њима, забранио је одабир нових сенатора, чак би сам објавио рат или склопио мир. По предању, његов лош однос према жени Тарквинија Колатињана, Лукрецији, коју је наводно силовао Тарквинијев син, допринео је његовој непопуларности. Ипак, врло је могуће да је ова прича измишљена, јер је рађена по узору на хеленистичке романе. Годину дана након свргавања краља 509. п. н. е., успоставља се Римска република, а за конзуле бирају Луције Јуније Брут и Тарквиније Колатињанин, који су имали велики утицај на свргавање краља. Краљ са својом породицом одлази у Куму, након што им је забрањен повратак у Рим. Тамо умире 495. п. н. е.